# Boglundsängen (naturreservat)
Boglundsängen är ett kommunalt naturreservat i Örebro kommun. Det omfattar en våtmark i stadsdelen Boglundsängen
Området ligger öster om företagsområdet där 2006 en våtmark anlades längs Lillån. Huvudsyftet med våtmarken är att rena vattnet från omkringliggande områden och från Lillån. Våtmarken lockar också till sig stora mängder fåglar, särskilt under flyttperioderna på våren och hösten. Det finns en promenadsträcka på 3,3 km i området. Från Boglundsängen kan man promenera eller cykla längs med Lillån och Lilla Å-promenaden till naturreservatet Rynningeviken vid Hjälmaren